# Sanie cu zurgălăi

Prima tipăritură a cântecului în stil românesc „Sanie cu zurgălăi”, cu fotografia solistului Silvian Florin (1937). Numele compozitorului, Richard Stein, e trecut ca „S. Richard”.

Sanie cu zurgălăi este un cântec românesc în stil popular, scris în 1936 de compozitorul român de origine evreiască Richard Stein, pe versuri de Liviu Deleanu, special pentru Maria Tănase. 
În același an, melodia a fost imprimată de două ori: prima dată la casa de discuri His Master's Voice (JB 163) de către Silvian Florin (cel ce a și lansat-o) și după aceea la casa de discuri Pan-Record (P 9) de către Ionel Pascu.
Tipăritura lui Richard Stein, din păcate publicată în 1937 de editura bucureșteană Țicu I. Eșanu sub pseudonimul „S. Richard”, l-a aruncat pe adevăratul compozitor în anonimat. Pe versurile inițiale ale poetului și dramaturgului Liviu Deleanu și cu subtitlul „Cling, cling, cling”, melodia, anunțată de editor drept „cel mai formidabil succes” al epocii interbelice, și-a pierdut după un sfert de veac adevărata identitate.
Pătrunderea compozitorului român în anonimat s-a datorat - după 1949 - cântăreței de muzică populară Maria Lătărețu, care, renunțând la refren și adăugându-i noi versuri melodiei originale, i-a împrumutat cântecului o nouă viață. Astfel, a ajuns să fie imprimat pe un disc Columbia în 1949 (DR 435) și, mai târziu, pe discuri Electrecord (EPA 2291, EPC 107, EPC 142, EPE 052). A devenit și fundal sonor la campionatele mondiale de gimnastică de la Fort Worth (SUA) în evoluția tinerei gimnaste Emilia Eberle (când coregraful Poszar Geza a preluat versiunea sonoră a Mariei Lătărețu, în confruntarea atletică americană).
Popularitatea melodiei a dus curând la „aranjamentele muzicale”, „prelucrările” și „preluările” diferiților compozitori și interpreți străini. În repertoriul cântăreței franceze Edith Piaf, melodia a devenit „Johnny tu n'es pas un ange”. În Iugoslavia, poetul Dragomir Ristic i-a adăugat un text nou, schimbându-i ritmul popular în „medium swing”.
Cântecul a fost plagiat în anii '50 de cunoscutul chitarist american Les Paul, care a folosit integral linia melodică în cântecul „Johnny is the Boy for Me”, fără a numi adevăratul autor. S-a ajuns la un proces, câștigat de Stein, deși nu i-a fost posibil să se prezinte personal în fața instanței americane din cauza restricțiilor de circulație impuse de regimul comunist din România. Un cover din 1988 al formației Vaya Con Dios, care îl credita tot pe Les Paul drept compozitor, a determinat o sesizare în instanță de către Uniunea Compozitorilor și Muzicologilor din România - Asociația pentru Drepturi de Autor (UCMR-ADA).

## Artiști care au interpretat cântectul

### Varianta originală
- Silvian Florin
- Ionel Pascu
- Bela Chitaristul

### Varianta Mariei Lătărețu
- Maria Lătărețu
- Maria Ciobanu
- Ileana Sărăroiu
- Lazăr Novac
- Ion Dolănescu
- Irina Loghin
- Gică Petrescu
- Angela Gheorghiu
- Angela Similea
- Petre Alexandru
- Loredana Groza
- Edith Piaf
- Les Paul și Mary Ford
- Vaya Con Dios
- Abi Ofarim și Esther Ofarim
- Natalia Gordienko
- Yardena Arazi